# Llista d'episodis de La màgica Do-Re-Mi
La màgica Do-Re-Mi (おジャ魔女どれみ , Ojamajo Doremi?) és un anime de l'estil anomenat "nena màgica" que tracta sobre una estudiant de 5è de primària que es diu Doremi Harukaze i ha assolit un gran èxit al Japó. A 2022, aquesta sèrie ha donat lloc a quatre temporades, tres pel·lícules i un OVA de 13 capítols.
|      | Temporada                     | Episodis | Emissió original                            | Emissió original                               |
| Japó | Temporada                     | Episodis | Catalunya                                   |                                                |
| ---- | ----------------------------- | -------- | ------------------------------------------- | ---------------------------------------------- |
|      | Ojamajo Doremi                | 51       | 7 de febrer de 1999 a 30 de gener de 2000   | 15 de febrer de 2003 a 24 de novembre de 2003  |
|      | Ojamajo Doremi Sharp #        | 49       | 6 de febrer de 2000 a 28 de gener de 2001   | 6 de maig de 2004                              |
|      | Mo~tto! Ojamajo Doremi        | 50       | 4 de febrer de 2001 a 27 de gener de 2002   | 23 de setembre de 2004 a 2 de desembre de 2004 |
|      | Ojamajo Doremi Dokka~n!       | 51       | 3 de febrer de 2002 a 26 de gener de 2003   | 2 de maig de 2005 a 12 de juliol de 2005       |
|      | Ojamajo Doremi Na-i-sho (OVA) | 12       | 26 de juny de 2004 a 11 de desembre de 2004 | 24 de desembre de 2007 a 4 de gener de 2008    |

## 1a temporada: Ojamajo Doremi
| |    | Títol en català                                                  | Data d'estrena al Japó |
| --- | -- | ---------------------------------------------------------------- | ---------------------- |
| 1 | 1  | Sóc la Do-Re-Mi. Seré aprenenta de bruixa                        | 7 de febrer de 1999    |
| La Do-Re-Mi, farta dels fracassos amorosos, decideix entrar en una botiga màgica, s'hi troba la Majòrica, l'assenyala amb el dit dient-li que és una bruixa i la converteix en una mena de granota. Ara la Do-Re-Mi també s'haurà de fer bruixa.                   |    |                                                                  |                        |
| 2 | 2  | La Do-Re-Mi serà la Hazuki                                       | 14 de febrer de 1999   |
| La Do-Re-Mi té moltes ganes d'explicar a la seva millor amiga, la Hazuki, que és aprenenta de bruixa, però si ho fa també es convertirà en una mena de granota llefiscosa, igual que la Majòrica. Amb la màgia es canviaran l'una per l'altra.                     |    |                                                                  |                        |
| 3 | 3  | Arriba l'Aiko, la nena d'Osaka                                   | 21 de febrer de 1999   |
| A la classe de la Do-Re-Mi ha arribat una nova alumna: l'Aiko. En descobrir que el seu pare no podrà anar a la presentació del curs escolar, la Do-Re-Mi fa servir la seva màgia per fer-ne un doble, però és clar, encara no és gaire experta...                  |    |                                                                  |                        |
| 4 | 4  | Totes tres serem bruixes                                         | 28 de febrer de 1999   |
| La Do-Re-Mi decideix portar les seves amigues, la Hazuki i l'Aiko, a la botiga màgica per dir a la Majòrica que en sospiten. Al final no quedarà altre remei que convertir les tres nenes en aprenentes de bruixa.                                                 |    |                                                                  |                        |
| 5 | 5  | Obrim la botiga màgica                                           | 7 de març de 1999      |
| La Do-Re-Mi, la Hazuki i l'Aiko reformen la botiga màgica i l'obren per vendre objectes màgics que han fet elles mateixes. Han de treballar per pagar-se les boletes màgiques que necessiten per practicar els trucs de màgia.                                     |    |                                                                  |                        |
| 6 | 6  | Una amistat de mentida                                           | 14 de març de 1999     |
| La Nobuko és una nena molt mentidera, que s'inventa tota mena d'històries. A través d'una de les seves fantasies, les aprenentes de bruixa li faran veure que no està gens bé, això de dir mentides, encara que no ho faci de mala fe.                             |    |                                                                  |                        |
| 7 | 7  | Fem l'examen del nivell 9                                        | 21 de març de 1999     |
| Ha arribat el gran moment! Les tres amigues hauran d'aprovar l'examen del nivell 9 si es volen convertir en bruixes. La Do-Re-Mi es queda amb una sola boleta màgica per anar a l'examen. La Hazuki i l'Aiko ho tindran més bé.                                    |    |                                                                  |                        |
| 8 | 8  | Anem al món de les bruixes                                       | 28 de març de 1999     |
| La Dela, la bruixa comerciant, explica a les nenes que hi haurà una convocatòria especial per les que hagin suspès l'examen del nivell 9. Serà l'oportunitat de la Do-Re-Mi per posar-se al mateix nivell que les seves amigues.                                   |    |                                                                  |                        |
| 9 | 9  | On t'has ficat, DO-DO?                                           | 4 d'abril de 1999      |
| La DO-DO és tan desastre com la Do-Re-Mi i la nostra amiga no para de renyar-la. Un dia, la DO-DO s'enfada i se'n va de casa. Ara que les tres nenes ja han aprovat el primer examen, uniran els seus poders per trobar la fada de la Do-Re-Mi.                    |    |                                                                  |                        |
| 10 | 10 | Quin ensurt! La senyoreta ens descobreix                         | 11 d'abril de 1999     |
| La Kanae, la reportera de la revista de l'escola, descobreix unes fotos de la Do-Re-Mi, la Hazuki i l'Aiko treballant a la botiga màgica. Com que va en contra de les normes, la senyoreta Seki i el subdirector ho aniran a comprovar.                            |    |                                                                  |                        |
| 11 | 11 | La Marina, la nena matinera i les seves flors                    | 11 d'abril de 1999     |
| La Marina Koizumi matina cada dia per anar a cuidar les flors de l'escola. Els nens es riuen d'ella i deixa de fer-ho. Una tempesta molt forta farà que les tres aprenentes de bruixa hagin de fer mans i mànigues per protegir el jardí de l'escola.              |    |                                                                  |                        |
| 12 | 12 | El desig de la samarreta                                         | 25 d'abril de 1999     |
| Un bon dia apareix en nen a la botiga màgica, que vol un amulet en forma de pilota de futbol. A canvi els deixa una samarreta. En Misaki té un germà més gran que vol ser titular de l'equip de futbol; per això li regala l'amulet.                               |    |                                                                  |                        |
| 13 | 13 | Totes tres hem suspès l'examen del vuitè nivell?                 | 2 de maig de 1999      |
| L'examen del vuitè nivell no sembla gaire difícil, però les examinadores, la Mota i la Mota-Mota, demanen a les tres aprenentes que escriguin en un paper les coses que els fan més por. Al final arriben tres segons tard. Les aprovarà, la Reina de les Bruixes? |    |                                                                  |                        |
| 14 | 14 | Riu i perdona'm                                                  | 9 de maig de 1999      |
| Els S.O.S. no paren de fer befa de la Naomi, i al final la fan plorar. En Yuuji, un dels tres nens que formen el S.O.S. queda tan afectat, que perquè la Naomi el perdoni, haurà d'aconseguir que la nena es cargoli de riure.                                     |    |                                                                  |                        |
| 15 | 15 | La Majòrica va al parvulari                                      | 16 de maig de 1999     |
| La Popi va a veure la seva germana, la Do-Re-Mi, a la botiga màgica i descobreix la Majòrica. Se n'enamora, d'aquell ninot llefiscós de color verd, i se l'emporta a la guarderia. Com que la bruixa no té la seva bola màgica, no se'n pot escapar.               |    |                                                                  |                        |
| 16 | 16 | Pescaré el meu amor                                              | 23 de maig de 1999     |
| La Do-Re-Mi s'enamora d'en Shingo i se'n va a pescar amb ell i el seu pare. La Hazuki i l'Aiko els acompanyaran per crear un ambient romàntic a base de trucs de màgia, però al final resultarà que en Shingo té altres coses al cap.                              |    |                                                                  |                        |
| 17 | 17 | En Masaru és un busca-raons de debò?                             | 30 de maig de 1999     |
| En Masaru és un nen molt conflictiu. El seu pare, després de molts anys a l'estranger, torna a casa, però hi ha un malentès i la policia el pren per un lladre. La Hazuki, que el coneix de petit, sap que en Masaru no és així i vol ajudar-lo.                   |    |                                                                  |                        |
| 18 | 18 | No facis servir la màgia prohibida                               | 6 de juny de 1999      |
| La Do-Re-Mi, la Hazuki i l'Aiko coneixen una nena, la Nanako, que diu que odia els animals. Per fer que li tornin a agradar li donen un conill, però un gat li fa mal. La Hazuki se'n sent culpable i cura el conill fent servir la màgia.                         |    |                                                                  |                        |
| 19 | 19 | Han segrestat la Hazuki                                          | 13 de juny de 1999     |
| Els germans Papaya segresten la Hazuki, que és de família molt rica, per demanar un rescat. La Hazuki, que està castigada sense poder fer trucs de màgia per haver fet servir la màgia prohibida, s'haurà de refiar de les seves amigues.                          |    |                                                                  |                        |
| 20 | 20 | Arriba una rival, la casa Maho està en perill                    | 20 de juny de 1999     |
| La bruixa Majòrica, que té molts deutes, decideix jugar-s'ho tot a pòquer amb la Dela, i acaba perdent la botiga màgica. La seva rival des de l'escola de bruixeria, la bruixa Majòruca, vindrà per quedar-se amb la botiga.                                       |    |                                                                  |                        |
| 21 | 21 | Alerta amb els objectes màgics de la Majòruca                    | 27 de juny de 1999     |
| La Majòruca fa servir els seus cabells per fer més efectius els objectes màgics, i esclar, a la botiga en venen més que mai. Però, de cop i volta, tots els que els han fet servir es comencen a trobar malament.                                                  |    |                                                                  |                        |
| 22 | 22 | Que és lluny el camí cap al sisè nivell?                         | 4 de juliol de 1999    |
| La Dela diu a les tres nenes que aquesta mateixa nit es poden presentar al sisè nivell. El problema és que l'única entrada al Món de les Bruixes és a la botiga de la Majòruca, i no els hi deixa entrar.                                                          |    |                                                                  |                        |
| 23 | 23 | Es gira la truita. La prova de les espantabruixes                | 11 de juliol de 1999   |
| La situació no pot ser pitjor: no tenen la Botiga Màgica, no venen amulets i no els queden boles màgiques. Les aprenentes decideixen anar al Món de les Bruixes a buscar feina. Hauran de tallar un munt de llenya per a Sa Majestat.                              |    |                                                                  |                        |
| 24 | 24 | La Majòruca contra les espantabruixes del sisè nivell            | 19 de juliol de 1999   |
| La Majòruca proposa un repte a la Do-Re-Mi, l'Hazuki i l'Aiko. Si perden, treballaran per ella, i, si guanyen, els tornarà la Botiga Màgica. La Popi acaba descobrint que la seva germana i les seves amigues són bruixes.                                         |    |                                                                  |                        |
| 25 | 25 | Arriba la Popi, la nova espantabruixes                           | 25 de juliol de 1999   |
| La Popi, que ha descobert que el seu "Gomi" parla, i que en realitat és la Majòrica, una bruixa, ara també s'haurà de convertir en aprenenta de bruixa. Per aconseguir-ho, decideix entrar a treballar a la botiga.                                                |    |                                                                  |                        |
| 26 | 26 | Som les purarreines                                              | 1 d'agost de 1999      |
| Les tres aprenentes ja han aprovat el sisè nivell i reben una bola certificada que té molt més poder que les altres. La Do-Re-Mi descobreix que una companya seva ha d'anar a treballar al restaurant de casa, on no vol entrar ningú, i decideix ajudar-la.       |    |                                                                  |                        |
| 27 | 27 | Arriba l'Oyajide                                                 | 8 d'agost de 1999      |
| La Do-Re-Mi, l'Hazuki i l'Aiko que s'han convertit en les purarreines, han de buscar objectes que porten mala sort, treure'n la carta negra i segellar-los en un petit cofre portàtil que està custodiat per un personatge ben peculiar: l'Oyajide.                |    |                                                                  |                        |
| 28 | 28 | El meu amor vola amb la brisa de la muntanya                     | 15 d'agost de 1999     |
| Les nenes decideixen anar de vacances a casa de la Hazuki, on es troben amb la Reika Tamaki. Ella i la Do-Re-Mi s'enamoren d'en Yutaka Kashiwagi, que els diu que sempre que intenta declarar-se a una nena, passa alguna cosa terrible.                           |    |                                                                  |                        |
| 29 | 29 | Desapareix el disc d'aprenenta a la festa d'estiu                | 22 d'agost de 1999     |
| A la Botiga Màgica decideixen muntar una paradeta per la festa d'estiu. L'enrenou que provoca un lladre fa que la Do-Re-Mi perdi el seu disc d'aprenenta. El disc el recull una gosseta, que es converteix en bruixa.                                              |    |                                                                  |                        |
| 30 | 30 | Tinc ganes de veure el fantasma                                  | 29 d'agost de 1999     |
| Tots els nens de la classe van a passar els últims dies de vacances al Temple dels Yamauchi. En Nobauki els explica que pel cementiri hi viu el fantasma del seu avi, i que el voldria veure per demanar-li perdó pel que li va dir abans de morir-se.             |    |                                                                  |                        |
| 31 | 31 | Un regal de Mongòlia                                             | 5 de setembre de 1999  |
| La Shino vol fer un regal a un amic seu de Mongòlia, que li ha regalat un cavallet de bambú, i demana consell a la Do-Re-Mi, la Hazuki i l'Aiko. A més de no poder-la ajudar, es queden sense boles màgiques per presentar-se al nivell 5.                         |    |                                                                  |                        |
| 32 | 32 | La desfeta de la Reika a les eleccions del consell escolar       | 12 de setembre de 1999 |
| La Reika ha sigut sempre la delegada de classe. Aquest any, però, s'hi presenta en Masaharu Miyamoto, i la Do-Re-Mi, la Hazuki i l'Aiko decideixen donar-li el vot.                                                                                                |    |                                                                  |                        |
| 33 | 33 | Pànic al festival esportiu                                       | 19 de setembre de 1999 |
| És la primera i l'última vegada que els germans Hamada podran participar en el festival esportiu que se celebra cada tardor. En adonar-se que les coses no rutllen gaire bé, les noies sospiten que hi ha d'haver algun objecte que els porta mala sort.           |    |                                                                  |                        |
| 34 | 34 | Vull veure la meva mare                                          | 26 de setembre de 1999 |
| La mare de l'Aiko vol veure la seva filla com sigui, però la mala sort fa que no es puguin trobar mai. Quan descobreix que el seu pare li havia amagat totes les cartes que li havia enviat la seva mare, decideix anar-se'n amb les seves amigues a Osaka.        |    |                                                                  |                        |
| 35 | 35 | La nova alumna és una aprenenta de bruixa?                       | 3 d'octubre de 1999    |
| L'Onpu Segawa, una jove estrella, arriba a l'escola de Misora. Es presenta a un càsting per fer d'actriu principal i, com que és aprenenta de bruixa, fa servir màgia prohibida per influir en la decisió del jurat, pensant que no li passarà res.                |    |                                                                  |                        |
| 36 | 36 | Fem l'examen del Quart Nivell                                    | 10 d'octubre de 1999   |
| Aquesta vegada no s'examinen les nenes, sinó les seves fades: la Dodó, la Reré i la Mimí. Les hauran d'ajudar a arribar a la meta abans que la llebre i que la tortuga, com en el conte.                                                                           |    |                                                                  |                        |
| 37 | 37 | Quin munt de granotes bruixes                                    | 17 d'octubre de 1999   |
| Hi ha hagut una gran tempesta que ha obert una porta en el món de les bruixes. Una vintena de granotes bruixes han anat a parar al món dels humans amb moltes ganes de passar-s'ho bé.                                                                             |    |                                                                  |                        |
| 38 | 38 | En Ryota i el monstre de mitjanit                                | 24 d'octubre de 1999   |
| Tots els nens de tercer han de fer ninots de paper o de plastilina dels sers que més els agraden. A en Ryota no li surt el seu monstre preferit, el Gazamadon, i comença a dir-ne fàstics. Les tres noies intentaran fer-li recuperar l'amor que hi sentia.        |    |                                                                  |                        |
| 39 | 39 | El xicot de la Do-Re-Mi és un noi de l'institut                  | 31 d'octubre de 1999   |
| Arran d'un encanteri de l'Onpu, en Shuzo s'enamora de la Do-Re-Mi. Per fi, la nena que es considera la més desgraciada del món té nòvio! Però en realitat, a en Shuzo li agrada una altra nena, la Mika.                                                           |    |                                                                  |                        |
| 40 | 40 | L'examen del 3r nivell? És bufar i fer ampolles                  | 14 de novembre de 1999 |
| Fins ara, les nenes han tingut molta sort amb els exàmens de bruixeria. El del nivell tres, però, l'hauran de fer per separat. Hauran de passar per les tres portes del món en un temps i uns encanteris limitats, i evitant tota mena de distraccions.            |    |                                                                  |                        |
| 41 | 41 | Una partida decisiva pel pare i el fill                          | 21 de novembre de 1999 |
| A en Taniyama, un company de classe, li encanten els escacs japonesos, però el seu pare no vol que s'hi dediqui. Al campionat infantil, les nenes descobreixen que hi ha una peça que li porta mala sort i decideixen ajudar-lo.                                   |    |                                                                  |                        |
| 42 | 42 | La lluita per la justícia de les guerreres espantabruixes...     | 28 de novembre de 1999 |
| L'Amano és un apassionat dels Power Ranger i en Hashimoto no para de molestar l'Onpu. Acaben barallant-se i les nenes decideixen aturar-los fent de Bruixes Power Ranger.                                                                                          |    |                                                                  |                        |
| 43 | 43 | El record del pare amb focs artificials i llàgrimes              | 5 de desembre de 1999  |
| El senyor Tamaki, pare de la Reika, no la renya mai quan es porta malament, i es pensa que no l'estima. S'escapa de casa amb la Shiori, que també s'ha discutit amb el seu pare, i decideixen anar a Kamakura, a veure l'àvia de la Shiori.                        |    |                                                                  |                        |
| 44 | 44 | Vull ser lluitadora professional                                 | 12 de desembre de 1999 |
| La Mutsumi sent una gran admiració per la Candy Ito, una lluitadora molt famosa, i decideix que de gran voldrà ser lluitadora professional. Al final, la decisió dependrà d'un combat que farà la seva heroïna.                                                    |    |                                                                  |                        |
| 45 | 45 | Salvem el Pare Noel                                              | 19 de desembre de 1999 |
| Ha arribat la Nit de Nadal i la Popi i els seus amics de la guarderia busquen el Pare Noel per dir-li una cosa molt important. Les tres nenes coneixen el Pare Noel, que està malalt, i l'ajuden a repartir els regals.                                            |    |                                                                  |                        |
| 46 | 46 | El festival de les bruixes                                       | 26 de desembre de 1999 |
| L'examen del nivell dos de bruixeria consisteix a fer un truc de màgia davant de totes les bruixes i que els agradi. Amb en Michiaki Watanabe, un company de classe, faran les pràctiques i sense fer cap encanteri miraran d'aprovar.                             |    |                                                                  |                        |
| 47 | 47 | El compromís matrimonial del pare                                | 2 de gener del 2000    |
| L'Aiko, pensant que la mare ha refet la seva vida, aconsella al pare que vagi a la cita que li ha proposat el seu cap. La Midori sembla una dona molt agradable, però l'Aiko, que no vol cap altra mare, no l'hi posarà gens fàcil.                                |    |                                                                  |                        |
| 48 | 48 | El correu electrònic d'amor de l'Onpu                            | 9 de gener del 2000    |
| L'Onpu té una pàgina web del seu club de fans, però la que li contesta els correus és la fada Hehe, que li organitza un bon enrenou dient que aquest diumenge l'Onpu està disposada a quedar amb tots els seus admiradors.                                         |    |                                                                  |                        |
| 49 | 49 | Podré veure el pare! El tren exprés de vagons llit ple de somnis | 16 de gener del 2000   |
| Fa tres mesos que l'Onpu no veu el seu pare. El pare li ha enviat uns bitllets de tren, perquè el vagi a veure, però abans s'ha de presentar a un càsting per una pel·lícula. Allà hi ha la Karen, que també somia en el paper.                                    |    |                                                                  |                        |
| 50 | 50 | L'últim examen d'aprenenta de bruixa                             | 23 de gener del 2000   |
| L'últim examen consisteix a fer alguna cosa bona i que algú els en doni les gràcies. D'entrada sembla fàcil, però ben aviat s'adonaran que és més difícil del que es pensaven. ¿Arribaran a ser bruixes, les nostres tres amigues?                                 |    |                                                                  |                        |
| 51 | 51 | Adéu a la casa Maho                                              | 30 de gener del 2000   |
| L'Onpu, que veu que els familiars i els amics poden descobrir les bruixes, fa servir màgia prohibida per esborra'ls-hi els records i acaba en coma. Si les bruixes no ho solucionen, no es podrà despertar fins d'aquí a 100 anys.                                 |    |                                                                  |                        |

## 2a temporada: Ojamajo Doremi Sharp (Ojamajo Doremi #)
| |     | Títol en català                                                   | Data d'estrena al Japó  |
| --- | --- | ----------------------------------------------------------------- | ----------------------- |
| 1 | 52  | La Doremi fent de mare!?                                          | 6 de febrer del 2000    |
| Acaba de començar el nou curs i les nenes han entrat al món de la màgia per acomiadar-se de la Majòrica i de les seves fades. Un cop dins, però, es troben una flor blava d'on en surt un nadó que hauran de cuidar com si en fossin les mares.                          |     |                                                                   |                         |
| 2 | 53  | Que dur que és, cuidar una criatura                               | 13 de febrer del 2000   |
| Avui la Do-Re-Mi, la Hazuki, l'Aiko i l'Onpu descobriran que cuidar un nadó no és gens fàcil. Per cert, ja té nom, la nena! Es diu Flor! A més, després d'observar la senyora Harukaze, decidiran no fer servir cap més encanteri amb la Flor...                         |     |                                                                   |                         |
| 3 | 54  | No t'adormis! L'examen de la Popi!                                | 20 de febrer del 2000   |
| Avui la Popi té examen d'aprenenta de bruixa. Què et sembla, que s'adormirà? Sort que hi ha la Flor, que no para de plorar i l'ajudarà a estar ben desperta quan sigui l'hora. I estarà tan desperta, que és capaç de superarar quatre nivells de cop!                   |     |                                                                   |                         |
| 4 | 55  | La Doremi és una mala mare!?                                      | 27 de febrer del 2000   |
| La Maki i l'Igarashi, dos companys de classe, estan enamorats, però gairebé no es veuen mai. La Do-Re-Mi està decidida a unir-los, però també ha de cuidar la Flor. No la pot deixar tanta estona al sol, podria agafar febre. Quina responsabilitat!                    |     |                                                                   |                         |
| 5 | 56  | Adéu, Oyajide!                                                    | 5 de març del 2000      |
| L'heura del campanar de l'institut on anava la senyoreta Seki s'està morint per culpa d'unes cartes negres que no havien aparegut. I l'Oyajide, on és?! L'han deixat sol al portàtil purificador! Podrà fugir abans que l'entreguin a la reina?                          |     |                                                                   |                         |
| 6 | 57  | El significat de les margaridoies                                 | 12 de març del 2000     |
| La Marina, l'encarregada de tenir cura de les flors de l'escola, està molt trista. Amb en Takao són molt amics, però quan ell té els amics davant, fa com si no es coneguessin de res. Què s'ha de fer per solucionar aquest problema?                                   |     |                                                                   |                         |
| 7 | 58  | La revisió mèdica de la Flor                                      | 19 de març del 2000     |
| Les nenes no ho sabien que la Flor havia de passar revisions mèdiques periòdicament! Avui toca. Però la Flor no està pas sola. I l'Onpu, que aprovarà l'examen? |     |                                                                   |                         |
| 8 | 59  | Viatgem al passat per descobrir el secret de la mare de l'Onpu!   | 26 de març del 2000     |
| La mare de l'Onpu no vol que treballi al teatre Takanomon. Què ho fa? De més jove, la senyora Segawa hi va tenir un accident i li porta molt mals records. Però per saber-ho, tot això, haurem de viatjar al passat... I pot haver-hi moltes sorpreses.                  |     |                                                                   |                         |
| 9 | 60  | Anem a buscar herbes màgiques amb l'autobús de la casa Maho       | 2 d'abril del 2000      |
| La Majòrica, per no haver de gastar-se diners ni endeutar-se amb la Dela, ha decidit anar a buscar herbes màgiques amb les nenes, però en realitat, el que vol és retrobar-se amb la seva mare, la bruixa Majoririca.                                                    |     |                                                                   |                         |
| 10 | 61  | L'Aiko, la noia que corria                                        | 9 d'abril del 2000      |
| La Nobuko, la nena que té més imaginació de tota l'escola, ha escrit una novel·la. Saps qui n'és la protagonista? Doncs, sí, l'Aiko! Vols veure com l'Aiko s'enamora per primera vegada? Doncs no t'ho perdis, que això promet!                                          |     |                                                                   |                         |
| 11 | 62  | La Hazuki aprèn dansa japonesa?                                   | 16 d'abril del 2000     |
| La senyora Fujiwara sempre vol que la Hazuki aprengui moltes coses, perquè diu que ella, quan era jove, no va tenir l'oportunitat de fer-ho. No s'adona, però, que és una mica massa exigent. Les seves amigues, evidentment, intentaran ajudar-la.                      |     |                                                                   |                         |
| 12 | 63  | Targetes grogues a la revisió mèdica?                             | 23 d'abril del 2000     |
| La Flor ha estat de mala sort. No ha pogut aprovar la segona revisió mèdica perquè les seves mares no han sabut contestar totes les preguntes que els han fet. Tot i així, la Majoheart li donarà una altra oportunitat. S'ho jugarà tot al pròxim examen!               |     |                                                                   |                         |
| 13 | 64  | La Do-re-mi es casa?                                              | 30 d'abril del 2000     |
| L'equip de la Botiga Màgica se n'ha anat a la regió de Tohoku. Allà hi han conegut en Shinzo, un noi molt extravagant, que s'ha declarat a la Do-Re-Mi. En Shinzo té una vaqueria i la Do-Re-Mi ja es veu la noia més feliç del món. Menjarà bistec cada dia!            |     |                                                                   |                         |
| 14 | 65  | El primer amor de la Popi: El professor Junichi                   | 7 de maig del 2000      |
| La Popi s'ha enamorat bojament del nou mestre que ha arribat a la guarderia. A partir d'ara tothom n'estarà molt gelós. Fins i tot el pesat d'en Kimitaka. Com s'ho poden fer per fer-lo fora? La Popi no els ho posarà gens fàcil.                                      |     |                                                                   |                         |
| 15 | 66  | El retrat pel dia de la mare                                      | 14 de maig del 2000     |
| Avui és el Dia de la Mare. Per la Shiori és un dia molt trist, perquè va perdre la mare quan era més petita. La Maseru, que ara té una madrastra, tampoc no s'ho passa gens bé. La senyoreta Seki intentarà que per les dues nenes torni a ser un dia molt especial.     |     |                                                                   |                         |
| 16 | 67  | La Flor comença a gatejar: Pànic a Can Harukaze!                  | 21 de maig del 2000     |
| Avui la Do-Re-Mi ha decidit portar la Flor a veure la Majòrica i la Lala, que fa temps que no dormen d'una tirada. De cop i volta, però, s'adona que la Flor ha desaparegut. Simplement és que ha començat a gatejar i se n'ha anat a fer de les seves...                |     |                                                                   |                         |
| 17 | 68  | La prova de gateig de la Flor                                     | 24 de maig del 2000     |
| La Flor ja és tota una experta gatejant. Avui precisament ha de passar la pròxima revisió mèdica, que consisteix, ni més ni menys, que a gatejar. Sembla que ho té fàcil, oi, per aprovar? De vegades, però, hi ha imprevistos que s'han de solucionar...                |     |                                                                   |                         |
| 18 | 69  | La Dodó se'n va de casa!                                          | 4 de juny del 2000      |
| Moltes de les feines que ha de fer la Do-Re-Mi amb la Flor les hi fa fer a la Dodó. La fada, cansada d'haver de treballar com una esclava, se'n va de casa. Sabent que han estat sempre tan unides, creus que sabran viure l'una sense l'altra?                          |     |                                                                   |                         |
| 19 | 70  | La Do-Re-Mi i la Hazuki es barallen!                              | 11 de juny del 2000     |
| La Do-Re-Mi i la Hazuki es coneixen des de ben petites. Una vegada es van barallar i van acabar fent les paus. Avui l'Aiko i l'Onpu les portaran al passat per reviure aquell incident. La Do-Re-Mi i la Hazuki s'hauran de tornar a reconciliar.                        |     |                                                                   |                         |
| 20 | 71  | L'Aiko torna a veure la seva mare!                                | 25 de juny del 2000     |
| L'Aiko té una espina clavada al cor: el divorci dels seus pares. Fa mesos ja va intentar anar a veure la seva mare a Osaka, però hi va haver un malentès i es va pensar que s'havia tornat a casar. Ara ho tornarà a intentar, sense que el pare sospiti res, és clar.   |     |                                                                   |                         |
| 21 | 72  | L'espígol màgic de la Majodon                                     | 2 de juliol del 2000    |
| Després d'haver aprovat un altre examen mèdic, la Majoheart encomana una missió a les nenes: han d'anar a veure la Majodon per demanar-li unes herbes màgiques. És una bruixa molt esquerpa, que no vol saber res dels humans. Ho tenen difícil, aquesta vegada...       |     |                                                                   |                         |
| 22 | 73  | L'Oyajide torna per parar-nos una trampa!                         | 9 de juliol del 2000    |
| El rei ha encomanat a l'Oyajide la missió de segrestar la Flor a canvi de donar-li el títol de baró. Després d'enganyar les noies, agafa la Flor i desapareix. Com pot ser que l'Oyajide les hagi traït d'aquesta manera?                                                |     |                                                                   |                         |
| 23 | 74  | Un poder nou per recuperar la Flor!                               | 17 de juliol del 2000   |
| La reina ha atorgat nous poders a les nenes perquè puguin vèncer l'Oyajide. Ara, quan fan el conjur de l'escenari màgic, canvien d'uniforme, tenen un poró circular i es converteixen en padrines reials.                                                                |     |                                                                   |                         |
| 24 | 75  | L'increïble poder del pa fregit                                   | 24 de juliol del 2000   |
| Els nois de la classe es volen presentar al campionat de sumo. El premi és un videojoc al·lucinant! Abans, però, han de convèncer el ganàpia d'en Yanagida que els hi ajudi. La pega és que a en Yanagida, això d'haver d'entrenar-se tant, no li fa gaire el pes.       |     |                                                                   |                         |
| 25 | 76  | L'Akatsuki, el misteriós ben plantat!                             | 30 de juliol del 2000   |
| L'Ojijide ha posat el jove Akatsuki al servei de l'Oyajide, que tot sol no aconsegueix segrestar la Flor. La Do-re-mi s'enamorarà a primera vista de l'Akatsuki, que d'aquesta manera es podrà infiltrar dins del grup. Se'n sortiran, aquesta vegada?                   |     |                                                                   |                         |
| 26 | 77  | Ajudem la Kanae a fer règim!                                      | 6 d'agost del 2000      |
| La Kanae menjaria fins a rebentar. No se'n pot estar. Ara bé, quan es posa a règim, es troba malament i es posa malalta. I la Flor? Vols dir que no menja massa també? La Do-Re-Mi, la Hazuki i l'Aiko n'estan convençudes. Què hi diu la Majoheart?                     |     |                                                                   |                         |
| 27 | 78  | Records i calèndules!                                             | 13 d'agost del 2000     |
| Tot l'equip de la Botiga Màgica se n'han anat a Kokkaido, al nord del Japó. Allà s'hi troben el senyor Harukaze amb una noia molt jove. És una amiga seva que va perdre el marit fa poc. Hi han anat a pescar per última vegada, en record d'ell.                        |     |                                                                   |                         |
| 28 | 79  | Intent de segrest a la revisió mèdica!                            | 20 d'agost del 2000     |
| A la Flor li toca la revisió dels sis mesos. Ja ha passat mig any des que la van trobar! La prova d'intel·ligència la supera sense cap mena de problema. L'Oyajide, però, no perd pistonada i està decidit a segrestar-la al preu que sigui.                             |     |                                                                   |                         |
| 29 | 80  | Desaparicions a la nit del terror!                                | 27 d'agost del 2000     |
| Els nois de la classe de la Do-Re-Mi han tornat al Temple de Yamauchi. Allà, en Kaori els ha explicat la història més tètrica que et puguis imaginar. De mica en mica, aniran desapareixent tots... On són? No han deixat cap rastre...                                  |     |                                                                   |                         |
| 30 | 81  | La senyoreta Seki té nòvio!                                       | 3 de setembre del 2000  |
| La senyoreta Seki ha tornat molt canviada després de les vacances. El motiu és ben senzill. Ara té nòvio! Les nenes el posaran a prova per veure si es mereix estar amb la seva estimada professora. A més, les proves no seran gaire fàcils, que diguem...              |     |                                                                   |                         |
| 31 | 82  | Arriben els Flat del món dels bruixots                            | 10 de setembre del 2000 |
| Per la revisió mèdica dels set mesos, els nadons hauran de fer unes quantes passes amb el caminador. En veure que l'Oyajide i l'Akatsuki no aconsegueixen segrestar la Flor, l'Ojijide farà venir tres mags més a la Terra: en Tooru, en Leon i en Fujio.                |     |                                                                   |                         |
| 32 | 83  | A volar, va! La transformació de les fades!                       | 17 de setembre del 2000 |
| La Dodó, intentant saber com funciona el portàtil localitzador, acaba transformada en una fada adulta. L'Oyajide la introduirà dins del portàtil perquè, amb l'ajut d'unes altres fades, confessi i li digui on pot trobar la Flor.                                      |     |                                                                   |                         |
| 33 | 84  | Les fotos de l'excursió!                                          | 1 d'octubre del 2000    |
| La Kaori sempre ha sigut la fotògrafa de la classe. De vegades, però, es posa tan pesada que els companys ja en comencen a estar una mica tips. I si li prenen els rodets? Potser d'aquesta manera escarmentarà. O no...?                                                |     |                                                                   |                         |
| 34 | 85  | Bunyols de pop per fer les paus!                                  | 8 d'octubre del 2000    |
| L'Onpu i l'Aiko s'han discutit. Les seves amigues mouran cel i terra perquè facin les paus. Després d'haver-ho intentat de mil i una maneres, gairebé estan a punt d'abandonar. Potser la solució són les boletes de pop...?                                             |     |                                                                   |                         |
| 35 | 86  | Al capdamunt de la piràmide de la festa de l'esport!              | 15 d'octubre del 2000   |
| La Popi és la millor de la guarderia i n'està molt contenta. En Kimitaka, en canvi, està de mala lluna i no la deixa en pau ni un moment. Pot ser que sigui perquè sap que el seu pare el vindrà a veure al Festival de l'Esport?                                        |     |                                                                   |                         |
| 36 | 87  | A l'Aiko li surt un rival!                                        | 22 d'octubre del 2000   |
| En Leon, que s'ha quedat meravellat amb l'Aiko, la desafia a tots els jocs que coneix, però sempre acaba perdent. Mentrestant, els altres mags aprofitaran per segrestar la Flor. Se'n sortiran, aquesta vegada?                                                         |     |                                                                   |                         |
| 37 | 88  | La Flor té revisió, i la Popi, examen!                            | 29 d'octubre del 2000   |
| Avui la Flor ha de passar la pròxima revisió mèdica. La Popi també té examen. Per superar el quart nivell, haurà de guanyar la llebre i la tortuga. La Flor, però, podria fer que la Popi no aprovés l'examen. La Do-Re-Mi es trobarà amb un gran dilema.                |     |                                                                   |                         |
| 38 | 89  | La Hazuki, directora!                                             | 12 de novembre del 2000 |
| La Hazuki serà la directora de l'obra de teatre del festival de l'escola. Però no és tan fàcil com sembla, això de dirigir. S'han de prendre moltes decisions que influiran en el resultat final de l'obra. T'agrada, el teatre?                                         |     |                                                                   |                         |
| 39 | 90  | El monstre s'enfada amb el nen malcriat!                          | 19 de novembre del 2000 |
| L'Onpu no ha pogut presentar-se a l'última revisió mèdica de la Flor, per això les noies han decidit anar-la a veure a Kioto. L'Onpu està treballant en l'última pel·lícula de Gazamadon, amb un nen que és un maleducat. Com s'ho faran per parar-li els peus?          |     |                                                                   |                         |
| 40 | 91  | A cals Harukaze comprem un piano!                                 | 26 de novembre del 2000 |
| Quan la Do-Re-Mi era petita, la seva mare li ensenyava a tocar el piano, però com que no li agradava, van acabar venent-se'l. Ara la Popi es deleix per la música, i el senyor Harukaze li ha promès que li aconseguirà un piano.                                        |     |                                                                   |                         |
| 41 | 92  | La Flor serà una estrella com l'Onpu!                             | 3 de desembre del 2000  |
| A la pel·lícula en què treballa l'Onpu els fa falta un nadó. L'escollida és la Flor, que ben aviat es farà famosa! En Tooru, que no perd mai pistonada, intentarà aprofitar la situació per segrestar-la. Se'n sortirà? O ho podran evitar, les nostres amigues?         |     |                                                                   |                         |
| 42 | 93  | Una bruixa que no fa servir màgia?                                | 10 de desembre del 2000 |
| Avui les noies han conegut una bruixa molt peculiar que havia cuidat la Majoheart. Es diu Majoran i es nega a fer servir la seva màgia, perquè està convençuda que és la responsable de la separació del món de les bruixes amb el dels humans.                          |     |                                                                   |                         |
| 43 | 94  | La Flor ve a l'escola                                             | 17 de desembre del 2000 |
| La Majòrica i la Lala estan tan malaltes que no poden portar la Flor a escola. Les encarregades de fer-ho seran les nostres quatre amigues. Els quatre mags, evidentment, aprofitaran l'ocasió per intentar segrestar la Flor.                                           |     |                                                                   |                         |
| 44 | 95  | Un Nadal ple de felicitat!                                        | 24 de desembre del 2000 |
| Tant que prometia aquest Nadal! Ara resulta que l'Onpu haurà de treballar i no podrà passar gaire temps amb el pare. L'Aiko, a més, està trista perquè els seus pares s'han barallat. Però recorda que és el primer Nadal que passen amb la Flor! Això s'ha de celebrar! |     |                                                                   |                         |
| 45 | 96  | Que no us aturi res! El drama d'època de les aprenentes de bruixa | 31 de desembre del 2000 |
| La llegenda ve de l'any 1853, quan un samurai es va trobar un nadó. Se'n va haver de fer càrrec amb l'ajut de quatre noietes, que es van haver d'enfrontar al malèfic senyor Oyajide, decidit a fer-se l'amo del món. Vols saber com continua...?                        |     |                                                                   |                         |
| 46 | 97  | L'última revisió: protegim la Flor                                | 7 de gener de 2001      |
| L'Akatsuki està totalment decidit a emportar-se la Flor. La Do-Re-Mi és l'única que el pot aturar. L'Oyajide i l'Ojijide, però, no són tan fàcils d'aturar i tenen intenció de segrestar-la.                                                                             |     |                                                                   |                         |
| 47 | 98  | Torneu-nos la Flor: La gran batalla màgica                        | 14 de gener de 2001     |
| La Do-Re-Mi, la Hazuki, l'Aiko, l'Onpu i el grup dels Flat s'han endinsat en el tenebrós món dels mags per mirar de trobar la pobra Flor. Davant del rei, però, s'adona de l'error que ha comès. L'únic que volia era recuperar el seu aspecte original.                 |     |                                                                   |                         |
| 48 | 99  | Que es morirà, la Flor?                                           | 21 de gener de 2001     |
| La Flor té tanta febre, que fins i tot podria perillar la seva vida. Segons la reina, l'únic que la pot salvar és la Flor de l'Amor Suprem. Per trobar-la, les noies s'hauran d'endinsar pel bosc encantat, que va ser creat per l'anterior reina.                       |     |                                                                   |                         |
| 49 | 100 | Adéu, Floreta                                                     | 28 de gener de 2001     |
| La Do-Re-Mi, la Hazuki, l'Aiko i l'Onpu, tot i saber que hauran de passar molta por, han decidit entrar al bosc encantat per trobar la Flor de l'Amor Suprem, l'únic que pot salvar la pobra Flor. Ara tot depèn d'elles. T'ho perdràs?                                  |     |                                                                   |                         |

## 3a temporada: Mo~tto! Ojamajo Doremi (Més màgica Do-Re-Mi!)
| |     | Títol en català                                              | Data d'estrena al Japó  |
| --- | --- | ------------------------------------------------------------ | ----------------------- |
| 1 | 101 | Comença el semestre per l'huracà Do-re-mi                    | 4 de febrer de 2001     |
| Avui la Do-Re-Mi, la Hazuki, l'Aiko i l'Onpu comencen cinquè de primària. A la Do-Re-Mi, però, li ha tocat anar a una classe diferent. Això sí, tornaran a ser aprenentes de bruixa, per petició expressa de la Reina de les Bruixes!                                                                               |     |                                                              |                         |
| 2 | 102 | Per què plora la Momoko? El secret de l'arracada             | 11 de febrer de 2001    |
| Segons les normes, a l'escola no es poden portar arracades. La Momoko en porta unes que li va regalar la Majomonro i se les haurà de treure, perquè la Reika s'ha xivat a la senyoreta Seki. Però, i si no se'n vol separar per res del món?                                                                        |     |                                                              |                         |
| 3 | 103 | No la suporto, però vull ser amiga seva                      | 18 de febrer de 2001    |
| La Reika Tamaki no cau bé a ningú. La Momoko, després de rebre una carta d'una amiga americana, la Mary, entén que l'únic que fa la Reika és cridar l'atenció per poder fer amigues. Què et sembla si provem de conèixe-la una mica més?                                                                            |     |                                                              |                         |
| 4 | 104 | Benvinguts a la pastisseria Maho                             | 25 de febrer de 2001    |
| Les noies no havien fet mai galetes ni pastissos. Això sí, tenen un condiment màgic que fa meravelles! Et sembla que podran inaugurar la botiga? I, el més important, seran capaces de vendre totes les galetes? Fins i tot les de la Do-Re-Mi?!                                                                    |     |                                                              |                         |
| 5 | 105 | Que el trio Essa O Essa se separa?                           | 4 de març de 2001       |
| En Toyokazu Sugiyama també és a la classe de la Do-Re-Mi, i també l'han separat dels seus companys del SOS, el trio de còmics. Per acabar-ho d'adobar, ha sabut que els SOS ja li han trobat un substitut. I si forma un duet de còmics amb en Kenji Ogura? No estaria malament, oi?                                |     |                                                              |                         |
| 6 | 106 | La primera prova de pastisseres                              | 11 de març de 2001      |
| Avui, les noies s'hauran d'enfrontar a la bruixa que farà de jutge, la Majomila, la directora de la guarderia de les bruixes on hi ha la Flor. Per aprovar l'examen hauran de viatjar al passat i trobar la Majocara. Els deixaran veure la Flor, al final?                                                         |     |                                                              |                         |
| 7 | 107 | Benvinguda a casa, Floreta!                                  | 18 de març de 2001      |
| L'Oyajide, que ara treballa a la guarderia màgica, vol anar a l'estrena de l'última pel·lícula de l'Onpu. Per anar-hi, deixarà la Flor a la pastisseria a càrrec de la Momoko. Seria una oportunitat fantàstica perquè es poguessin veure amb les noies, oi?!                                                       |     |                                                              |                         |
| 8 | 108 | Què és, una bona amiga?                                      | 25 de març de 2001      |
| La Nobuko també va a una classe diferent de la seva amiga de l'ànima, l'Aiko. Aviat, però, es farà molt amiga de la Miho, una nena que dibuixa tan bé, que fins i tot seria capaç de fer un còmic de les històries fantàstiques de l'Aiko!                                                                          |     |                                                              |                         |
| 9 | 109 | El tresor de la Hazuki i en Masaru!                          | 1 d'abril de 2001       |
| La Momoko no acaba d'entendre que la Kazuki només li hagi deixat la flauta. Què ho fa que no l'hi ha regalada? Què passarà, però, si se n'assabenta en Masaru, que és el que li va regalar la flauta a la Hazuki? En Masaru s'enfilaria per les parets!                                                             |     |                                                              |                         |
| 10 | 110 | No em vull fer gran!                                         | 8 d'abril de 2001       |
| La Naomi Okayama, que ha començat a fer-se una dona abans que les altres noies, se sent tan malament, que es nega de totes totes a fer-se gran. El pitjor, però, arriba a la revisió mèdica, quan un dels nois es riu d'ella. Com acabarà, tot plegat?                                                              |     |                                                              |                         |
| 11 | 111 | A la senyoreta Nishizawa no l'atura res!                     | 15 d'abril de 2001      |
| La senyoreta nova, la Nishizawa, és totalment diferent que la senyoreta Seki. Tots els alumnes li prenen el pèl, no paren de fer merder a classe i es burlen tant com poden d'ella. La veus capaç de poder arribar a posar ordre, algun dia?                                                                        |     |                                                              |                         |
| 12 | 112 | En Kotake contra l'Igarashi, l'entrenador implacable!        | 22 d'abril de 2001      |
| Fa temps, la Do-Re-Mi havia estat enamorada de l'Igarashi, que ara torna a ser l'entrenador de l'equip de futbol de primària. Què ho fa, però, que no fa sortir en Tetsuya de titular? Deu tenir un bon motiu per fer-ho! Però, quin?                                                                               |     |                                                              |                         |
| 13 | 113 | Vull agafar el vaixell dels meus somnis!                     | 29 d'abril de 2001      |
| Avui totes les noies se'n van a Yokohama, acompanyades de la Flor, per promocionar la pastisseria màgica. Allà, coneixeran el jove Komei, un noi que li encantaria fer de cuiner en un vaixell. El seu pare, però, no deixa que el seu somni es faci realitat. El poden ajudar?                                     |     |                                                              |                         |
| 14 | 114 | Un aniversari turbulent!                                     | 6 de maig de 2001       |
| Avui és l'aniversari de la Momoko, però la Do-Re-Mi ha perdut la invitació per anar a la festa. La Reika, que se l'ha trobada, s'hi presenta i es queda bocabadada en veure que la millor amiga de la Momoko és negra. Avui, tant a la Reika com a la Do-Re-Mi els toca disculpar-se.                               |     |                                                              |                         |
| 15 | 115 | Te l'estimes o no, aquesta mare tan maca?                    | 13 de maig de 2001      |
| Avui és el Dia de la Mare. En Takeshi, però, encara no ha superat la mort del pare i està dolgut amb la mare, perquè li agradaria poder passar més temps amb ella. Les noies intentaran fer-li veure que la mare ha de treballar molt per tirar endavant. Se'n sortiran?                                            |     |                                                              |                         |
| 16 | 116 | No n'hi ha prou, que sigui bo?                               | 20 de maig de 2001      |
| Les noies estan molt contentes, perquè han pogut veure la Flor! Avui, però, rebran una visita sorpresa a la pastisseria màgica. La Majosariban, disfressada de velleta, voldrà comprovar les seves habilitats com a pastisseres. Aprovaran l'examen?                                                                |     |                                                              |                         |
| 17 | 117 | Una rivalitat inevitable: Les Harukaze contra les Tamaki!    | 27 de maig de 2001      |
| La Popi, que ja fa primer, té com a rival l'Erika Tamaki, que s'assembla molt a la seva cosina, la Reika. Avui es presentaran totes dues a un concurs de piano. Qui guanyarà? I si a la Popi li agafa un atac de pànic? Com es pot treure la por?                                                                   |     |                                                              |                         |
| 18 | 118 | Reportatge en profunditat: Un dia de la vida d'una estrella! | 3 de juny de 2001       |
| La Momoko es mor de curiositat per conèixer a fons la feina que fa l'Onpu. Avui l'acompanyarà a fer entrevistes, a l'estudi de gravació i a una sessió fotogràfica. Quina feinada, oi? Doncs això no és res! Però que no para mai, l'Onpu?!                                                                         |     |                                                              |                         |
| 19 | 119 | Sempre barallant-se: Els testos s'assemblen a les olles!     | 10 de juny de 2001      |
| La Do-Re-Mi ha perdut el moneder i se n'ha anat amb les noies a la policia a denunciar-ho. Allà, coneixeran el pare d'en Masoyoshi Nakajima. Però, com és que es porten tan malament, pare i fill? Segur que hi ha d'haver alguna manera de solucionar-ho. Però, quina?                                             |     |                                                              |                         |
| 20 | 120 | Coneixem una companya de classe!                             | 24 de juny de 2001      |
| Avui la Do-Re-Mi ha conegut la Kayoko, una nena que té un problema: cada vegada que s'acosta a l'escola, es mareja i es posa a vomitar. Però, no es pot pas quedar tota la vida tancada a casa! Tan estranya és la Kayoko, que no la pot ajudar ningú?                                                              |     |                                                              |                         |
| 21 | 121 | Se'ns acaba la pols màgica!                                  | 1 de juliol de 2001     |
| A les noies se'ls ha acabat el condiment màgic per fer dues de les seves especialitats. Els hauran d'anar a buscar al món de les bruixes i convèncer la Majodon perquè els en vengui. Només hi ha un problema: no tenen diners. Amb una mica de sort podran veure la Flor i tot!                                    |     |                                                              |                         |
| 22 | 122 | La Popi fent de germana gran?                                | 8 de juliol de 2001     |
| La Karin s'ha enfadat amb el seu germà gran i s'ha entossudit que la Popi li faci de germana. Voldria que es passés tot el dia jugant amb ella. La Popi només té una solució: fer servir tot el seu enginy per intentar que els germans facin les paus.                                                             |     |                                                              |                         |
| 23 | 123 | Un dolç molt complicat!                                      | 15 de juliol de 2001    |
| La responsable de l'examen de pastissera serà la Majoprima, una bruixa molt elegant, però força despistada. Per aprovar, les noies hauran de cuinar alguna cosa al forn, que sigui un plat típic de l'estació en què estan, que li agradi a algú que no tingui gaire gana i que no sigui gaire dolç. Se'n sortiran? |     |                                                              |                         |
| 24 | 124 | Rock and roll al club de música?                             | 22 de juliol de 2001    |
| Al club de música, les noies s'assabenten que en Takuro no sap tocar la guitarra, tot i tenir un pare que era una estrella del rock. Juntes, buscaran els antics companys del grup de rock per convèncer-lo que torni a tocar i que n'ensenyi al seu fill. Tens ganes de marxa?!                                    |     |                                                              |                         |
| 25 | 125 | Unes vacances d'estiu solitàries!                            | 29 de juliol de 2001    |
| Avui la Do-Re-Mi està molt contenta. Té el dia lliure! Però, on és tothom? Els que no han desaparegut, la ignoren, i els que no, la critiquen. La nostra heroïna comença a estar una mica desmoralitzada. El que no sap és que les seves amigues li estan preparant una festa sorpresa!                             |     |                                                              |                         |
| 26 | 126 | Digue-li el que sents: l'Aiko se'n va a Osaka!               | 5 d'agost de 2001       |
| L'Aiko ha preparat unes galetes molt especials per la seva mare. Aviat la tornarà a veure! Però quan arriba a Osaka amb el pare, resulta que la mare no hi és: cuida una senyora gran que s'ha posat malalta i se n'ha hagut d'anar. Això, però, l'Aiko no ho sap, i la decepció és molt gran...                    |     |                                                              |                         |
| 27 | 127 | Enllesteix l'examen de pressa, Popi!                         | 12 d'agost de 2001      |
| Avui les noies estan més contentes que mai! Aniran a la guarderia màgica a veure la Flor! L'única que es perdrà la visita serà la Popi, que precisament avui s'ha d'examinar del tercer nivell de bruixeria. Vols dir que està prou preparada?                                                                      |     |                                                              |                         |
| 28 | 128 | La guarderia de les bruixes en perill!                       | 19 d'agost de 2001      |
| És evident que la Flor és una líder de mena. Li encanta ajudar els altres nens de la guarderia màgica. Si cal, fins i tot va a buscar les mares a casa! L'antiga Reina, però, té molta enveja de l'increïble poder de la Flor i li té preparada una maledicció. Qui l'aturarà?                                      |     |                                                              |                         |
| 29 | 129 | La maledicció del fantasma del pou!                          | 26 d'agost de 2001      |
| Com cada any, els nois avui se'n van al temple de Yamauchi a passar la prova del coratge. Aquesta vegada els tocarà plantar cara al temible fantasma que se suposa que va enemistar els sacerdots del temple budista i els de l'església catòlica. Sabran estar units fins al final?                                |     |                                                              |                         |
| 30 | 130 | Deixi'ns el diari de receptes!                               | 2 de setembre de 2001   |
| La Flor odia les verdures per culpa de la maledicció que li va fer l'anterior Reina. El problema és que està començant a perdre els poders. Les noies hauran d'aconseguir el llibre màgic de receptes de la Majoroxanna per fer que la petita torni a menjar verd i recuperi la màgia.                              |     |                                                              |                         |
| 31 | 131 | Farem que a la Flor li agradi la verdura!                    | 9 de setembre de 2001   |
| Les fades hauran d'entrar al llibre màgic de receptes per aprendre a cuinar verdures. Si la Flor no en menja aviat, les conseqüències podrien ser fatals. Un cop dins, la Dodó, la Reré, la Mimí, la Niní i la Loló es tornen adultes, i fins i tot poden parlar!                                                   |     |                                                              |                         |
| 32 | 132 | La Momoko aprèn a ser mare!                                  | 16 de setembre de 2001  |
| La Momoko està convençuda que, seguint les instruccions d'un llibre, es pot convertir en la mare de la Flor. Aleshores, s'adona de la gran quantitat de deures i responsabilitats que haurà d'assumir si vol fer-ser càrrec d'un nadó. Et sembla que tirarà endavant? O s'hi repensarà?                             |     |                                                              |                         |
| 33 | 133 | Un enemic invencible? Les aprenentes de bruixa, en acció!    | 23 de setembre de 2001  |
| En Kotaro Okijama és el net i successor de la família que regenta l'acadèmia de kendo. Com cada any, en Kotaro necessita un bon equip per vèncer el torneig que se celebra. Aquesta vegada tindrà el suport de les nostres amigues. Ja en saben, de fer kendo?                                                      |     |                                                              |                         |
| 34 | 134 | Hem de recuperar el dolç llegendari!                         | 30 de setembre de 2001  |
| La prova per passar el següent examen de pastisseres és fer un dolç llegendari d'"El Dorado". Abans, però, les noies hauran de superar tota una sèrie d'aventures dignes de l'Indiana Jones. Aguantaran la pressió, les nostres heroïnes? Aviat s'acosta l'últim examen!                                            |     |                                                              |                         |
| 35 | 135 | La Tamaki pren el poder                                      | 7 d'octubre de 2001     |
| En Rinno, el delegat de classe, és un presumit i un egoista. Les noies ja n'estan tipes i estan disposades a donar-li una lliçó. Ara només els falta un bon pla. Una de les idees és aconseguir que la Reika Tamaki arribi a ser la presidenta del Consell d'Estudiants. Se'n sortiran?                             |     |                                                              |                         |
| 36 | 136 | La deliciosa idea de l'Hazuki!                               | 14 d'octubre de 2001    |
| El cas de la Flor comença a ser preocupant. Encara no menja verdures i els seus poders gairebé ja s'han esvaït. Avui les noies procuraran que es diverteixi i que es mengi la verdura sense adonar-se'n. La Flor, però, no és pas tan fàcil d'enredar. Se la sap molt llarga...!                                    |     |                                                              |                         |
| 37 | 137 | Les fades també tenim dret a descansar!                      | 21 d'octubre de 2001    |
| Últimament les fades no paren de treballar. No tenen ni un moment de descans. La situació és tan greu, que fins i tot han decidit deixar de treballar. A partir d'ara, i fins que no els millorin les condicions laborals, les fades s'han declarat en vaga indefinida. Com s'ho faran les noies?                   |     |                                                              |                         |
| 38 | 138 | Vull anar a l'escola!                                        | 28 d'octubre de 2001    |
| La Kayoko continua sense ser capaç d'anar a l'escola. Ella en té moltes ganes, però li és del tot impossible. Ara, gràcies a unes noves amigues que ha fet, ha aconseguit arribar a la infermeria i ha decidit començar a estudiar des d'allà. D'entrada, ha fet un pas molt important...                           |     |                                                              |                         |
| 39 | 139 | Qui serà la protagonista de l'obra del festival?             | 11 de novembre de 2001  |
| Per fi ha arribat el dia que tothom esperava! Avui se celebra el festival de l'escola! Les més grans estan molt contentes, perquè tocaran amb la banda de música. Les de primer seran les encarregades de fer una obra de teatre. Veurem, una vegada més, la rivalitat que hi ha entre la Popi i l'Erika.           |     |                                                              |                         |
| 40 | 140 | La Floreta cull moniatos!                                    | 18 de novembre de 2001  |
| Gairebé sembla impossible que la Flor torni a menjar verdures. Si no ho fa, aviat es quedarà sense poders. L'Aiko, però, ha tingut una idea. I si se l'emporta a collir moniatos i li ensenya a preparar-los ella mateixa? Potser després de tot l'esforç acabarà menjant-se'ls...                                  |     |                                                              |                         |
| 41 | 141 | Salvem el poble de les Bruixes Granota!                      | 25 de novembre de 2001  |
| La jutgessa de la prova de pastisseres, la Majolid, cap de l'aldea de les bruixes granota, està tan capficada rumiant quin serà el pròxim pastís d'èxit que s'inventarà, que no té temps d'examinar les noies. Avui, les nostres amigues, tindran l'oportunitat d'ajudar la Majolid en la seva nova creació.        |     |                                                              |                         |
| 42 | 142 | La meravellosa màgia dels bessons!                           | 2 de desembre de 2001   |
| En Yoko i en Junji són dos bessons idèntics. No sabries qui és qui, encara que t'ho diguessin ells. Segurament t'enredarien. En Yoko, que és una mica murri, es farà passar pel seu germà amb l'objectiu de poder compartir la seva afició pels avions amb un altre nen.                                            |     |                                                              |                         |
| 43 | 143 | Les aprenentes de bruixa travessen l'oceà!                   | 9 de desembre de 2001   |
| Avui la Momoko ha parlat amb la Beth, la seva amiga dels Estats Units, i s'ha quedat molt amoïnada. Té un problema molt greu. Les noies no es poden quedar de braços creuats. Ja ho tenen decidit: creuaran l'oceà per anar-la a ajudar. El viatge, però, es pot complicar...                                       |     |                                                              |                         |
| 44 | 144 | L'Aiko se'n torna a Osaka?                                   | 16 de desembre de 2001  |
| El pare de l'Aiko s'ha quedat sense feina. El pitjor de tot, però, és que vol que la seva filla se'n vagi a Osaka, a viure amb la mare. Què faran sense l'Aiko? No es poden quedar sense la seva estimada amiga! Les noies remouran cel i terra per evitar que l'Aiko marxi.                                        |     |                                                              |                         |
| 45 | 145 | Celebrem el Nadal tots junts!                                | 23 de desembre de 2001  |
| Ha arribat el Nadal! Temps de pau i d'alegria! Una de les alegries més grans, però, és que per fi la Kayoko ha explicat perquè s'ha passat tant de temps sense voler anar a l'escola. Una vegada aclarits tots els malentesos, la Kayoko tornarà a classe! Què li passava...?                                       |     |                                                              |                         |
| 46 | 146 | La festa màgica de Cap d'Any!                                | 30 de desembre del 2001 |
| És la Nit de Cap d'Any! Tot està a punt per a la celebració! Les noies, a més, s'han adonat que fa molt de temps que l'únic que fan és treballar. Sembla que s'hagin perdut totes les estacions de l'any. Això rai! Amb una mica de màgia es pot arreglar tot! Preparat per a la festa...?!                         |     |                                                              |                         |
| 47 | 147 | La gran aventura de la Floreta!                              | 6 de gener del 2002     |
| Les noies no paren de treballar a la pastisseria màgica. Hi ha molta feina! Tanta, que gairebé s'han oblidat de la Flor. De fet..., on és la Flor?! Ha desaparegut! Mentre la busquen desesperadament, la Flor viurà una aventura que no oblidarà mai de la vida, i tu segur que tampoc...                          |     |                                                              |                         |
| 48 | 148 | No tenim cap pista per fer l'última prova!                   | 13 de gener del 2002    |
| Per fi ha arribat el gran dia! Avui les noies es presenten a l'últim examen! Si l'aproven, es convertiran en bruixes. La prova consisteix a reproduir la recepta fantasma que l'anterior Reina va arrencar del llibre màgic de receptes. El problema és que aquesta recepta no la coneix ningú.                     |     |                                                              |                         |
| 49 | 149 | Obre els ulls, Momoko!                                       | 20 de gener del 2002    |
| La Momoko, en veure la bessona de la Majomonroe, ha tingut un moment de debilitat i l'anterior Reina ho ha aprofitat per deixar-la sota els efectes d'un encanteri. Les seves amigues hauran d'unir tots els seus poders per intentar despertar-la. L'encanteri, però, és massa poderós...                          |     |                                                              |                         |
| 50 | 150 | Adéu a les aprenentes de bruixa!                             | 27 de gener del 2002    |
| Les noies han aconseguit arribar fins a l'anterior Reina, que tastarà el pastís que han proposat de la recepta fantasma. Creus que seran capaces d'alliberar-la de la màscara? Les nostres heroïnes podrien estar a punt de convertir-se en bruixes amb totes les de la llei! T'ho perdràs?!                        |     |                                                              |                         |

## 4a temporada: Ojamajo Doremi Dokka~n!
| |     | Títol en català                                         | Data d'estrena al Japó |
| --- | --- | ------------------------------------------------------- | ---------------------- |
| 1 | 151 | La Do-re-mi es queda de pedra: una nova espantabruixes! | 3 de febrer del 2002   |
| La Do-Re-Mi, la Hazuki, l'Aiko, l'Onpu i la Momoko comencen sisè de primària. A la pobre Floreta se li ha trencat el penjoll màgic i haurà de repetir tots els exàmens d'aprenenta per tornar a convertir-se en bruixa. Ara, a la Casa Maho, la botiga màgica, venen teles i objectes de bijuteria.                               |     |                                                         |                        |
| 2 | 152 | La Floreta fa sisè!                                     | 10 de febrer del 2002  |
| Segons la Babà, la manera d'aconseguir que l'antiga reina es desperti del seu llarg son és fent-li els mateixos regals que es van fer amb els seus sis nets i netes, per portar-li bons records. La Floreta s'ha fet passar per la seva cosina i l'han acceptat a l'escola... a sisè!                                             |     |                                                         |                        |
| 3 | 153 | No deixaré que la Floreta em passi la mà per la cara!   | 17 de febrer del 2002  |
| Les noies han de fer servir un teler i no saben ni per on començar. Només hi ha una experta en telers: la Majocloth. On la poden trobar? De totes maneres, val més que s'espavilin, que la Floreta ja ha passat el novè nivell de bruixeria com si res i ha ajudat la Popi a superar el sis.                                      |     |                                                         |                        |
| 4 | 154 | Que destrossen la casa Maho!                            | 24 de febrer del 2002  |
| Avui s'inaugurarà per quarta vegada la Casa Maho que, gràcies al reclam de l'Onpu, la famosa actriu, està plena a vessar. Però l'Onpu no apareix i els fans se'n van disgustats. La Floreta, amb tota la bona intenció, convertirà un munt d'animals, i a ella mateixa, en clons de l'Onpu.                                       |     |                                                         |                        |
| 5 | 155 | L'autèntica Onpu!                                       | 3 de març de 2002      |
| L'Onpu té una agenda molt plena i no para en tot el dia. Està tan cansada que l'haurà de tornar a substituir la Floreta. De fet, la senyora Segawa i el fotògraf es quedaran amb un pam de nas en veure la naturalitat davant de les càmeres de la "nova Onpu". Algú sap quina és l'autèntica...?                                 |     |                                                         |                        |
| 6 | 156 | Una parella d'encarregades ben curiosa!                 | 10 de març de 2002     |
| La Floreta té tantes ganes de fer coses que s'ha ofert per treballar d'encarregada de la biblioteca amb la Keiko. Però la Keiko és molt estricta i li agrada fer les coses a la seva manera. Potser la Floreta li pot ensenyar que la vida es pot veure amb uns altres ulls...                                                    |     |                                                         |                        |
| 7 | 157 | Hem d'obrir el cor de l'antiga reina!                   | 17 de març de 2002     |
| Avui les noies hauran de reproduir el primer regal de la Marianne, una de les netes de l'antiga reina. És una nena molt semblant a l'Aiko i li fa vergonya portar collarets. Si arriben a donar-li el regal, una de les branques del roser que recobreix l'antiga reina, desapareixerà.                                           |     |                                                         |                        |
| 8 | 158 | L'han descobert? El secret de la Floreta!               | 24 de març de 2002     |
| La Nobuko i la Miho han decidit crear un nou manga. Dibuixen unes històries al·lucinants, plenes d'imaginació, i la protagonista és, ni més ni menys, que la Floreta! La veritat és que a les altres bruixetes no els ha fet cap gràcia. I si descobreixen el secret de la Floreta?!                                              |     |                                                         |                        |
| 9 | 159 | L'estel brillant de la Hazuki!                          | 31 de març de 2002     |
| La Shiori, una companya de classe, estava molt malalta i ha hagut de ser hospitalitzada. En Masaru Yada, que és molt amic d'ella, li donarà ànims tocant-li una cançó amb la trompeta. La Hazuki, en canvi, es pensarà una altra cosa i en començarà a estar una mica gelosa. On és el seu estel brillant?                        |     |                                                         |                        |
| 10 | 160 | El viatge de sisè: que dur que és, ser cap de grup!     | 7 d'abril de 2002      |
| La classe de sisè està preparant el viatge més divertit del segle! Primer de tot han de fer grups i escollir un cap de cada grup perquè s'encarregui de l'organització: decidir el trajecte, el mitjà de transport, fer que tothom es posi d'acord... Tot i així, la Floreta està decidida a ser un dels caps!                    |     |                                                         |                        |
| 11 | 161 | Nara! Una trobada predestinada!                         | 14 d'abril de 2002     |
| La classe de sisè ha decidit anar de viatge a Nara, la ciutat on hi ha el Buda més gran del Japó i el parc dels cérvols. El que no s'esperen és trobar-se el grup dels Flat Four: l'Akatsuki, en Tooru, en Fujio i en Leon, els prínceps mags que van intentar segrestar la Floreta.                                              |     |                                                         |                        |
| 12 | 162 | Kyoto! Una nit interminable!                            | 21 d'abril de 2002     |
| La senyoreta Seki intentarà donar-li moral a la Do-Re-Mi, que està una mica moixa. La Tetsuya, que no para en tot el dia de fer-li la guitza a la Do-Re-Mi, descobreix que l'Akatsuki està molt interessada en ella, s'hi enfronta i acaben barallant-se. Pot ser que es barallin per amor...?                                    |     |                                                         |                        |
| 13 | 163 | La Matsumi anuncia la seva retirada!                    | 28 d'abril de 2002     |
| La lluita lliure ha tingut una baixa molt important. S'acaba de retirar la Candy Itoh, la gran ídol dels amants d'aquest esport. Com reaccionarà la Matsumi? S'ha quedat sense rival i ara ningú no s'hi vol enfrontar. Pot ser que també s'hagi d'acabar retirant...?                                                            |     |                                                         |                        |
| 14 | 164 | No te'n refiïs! L'examen del setè nivell!               | 5 de maig de 2002      |
| Per aprovar l'examen del setè nivell, la Floreta haurà de seguir les indicacions d'un mapa per trobar els braçalets. A més, potser tindrà temps de passar per la guarderia. A les altres bruixetes se'ls ha acabat la màgia i els toca anar a veure l'extravagant Majotoron.                                                      |     |                                                         |                        |
| 15 | 165 | M'he barallat amb la mare!                              | 12 de maig de 2002     |
| La Hazuki està molt enfadada amb la seva mare, perquè vol que deixi d'anar a la Casa Maho. En veure que no hi ha solució, decideix marxar de casa. Per si això fos poc, l'Onpu també s'ha barallat amb la seva, perquè vol continuar estudiant anglès i no haver de treballar tant.                                               |     |                                                         |                        |
| 16 | 166 | Un arc de Sant Martí que no desapareix!                 | 19 de maig de 2002     |
| Avui és un dia molt important: les noies han de fer el segon regal a l'antiga reina. En aquest cas es tracta d'un teler que li va fer una de les seves netes, la Natasha, i que representa un arc de Sant Martí. Però, com es pot fer un arc de Sant Martí que no desaparegui...?                                                 |     |                                                         |                        |
| 17 | 167 | Hem de protegir la base secreta!                        | 26 de maig de 2002     |
| Aquesta vegada els nois l'han feta molt grossa! Tot i que va en contra de les normes de l'escola, s'han fet una base secreta enmig del bosc i estan construint un avió! Les noies no poden pas ser menys. Amb un conjur, i l'ajut d'en Masaru, descobriran l'amagatall dels seus amics. El podran fer volar, l'avió...?           |     |                                                         |                        |
| 18 | 168 | Els lladrucs t'indicaran el camí de l'amor!             | 2 de juny de 2002      |
| La senyoreta Nishizawa s'ha enamorat d'un noi que treballa en una botiga d'animals. És una mica jove per ella, però aquest no és el problema. La pega és que la senyoreta Nishizawa no té gos, per això la Floreta ha decidit fer-se passar per la seva mascota. Que no li passi res...!                                          |     |                                                         |                        |
| 19 | 169 | Per què no demostra el que sent, el pare?               | 9 de juny de 2002      |
| La Yukari i l'Aya tenen un problema semblant. Totes dues treballen en el negoci familiar i no s'acaben d'entendre gaire amb el pare. Estan una mica tipes de no poder portar una vida normal. Les noies s'oferiran per substituir-les durant tot un dia, als banys i al restaurant de sushi.                                      |     |                                                         |                        |
| 20 | 170 | La Momoko busca el seu somni!                           | 16 de juny de 2002     |
| Avui la senyoreta Seki ha demanat a tota la classe que escriguin què els agradaria ser de grans. La Momoko no acaba de tenir gaire clar quin és el seu somni. No sap ben bé si vol ser grangera, hostessa, infermera, cantant o professora. Tens ganes de saber què volen ser, de grans, totes les bruixetes?                     |     |                                                         |                        |
| 21 | 171 | T'estimo, Oyajide!                                      | 23 de juny de 2002     |
| L'Oyajide es vol presentar a l'examen de professor titulat per poder entrar a treballar a la guarderia màgica. A més, també està disposat a ajudar la Floreta a aprovar el seu examen, que consisteix a trobar la mascota de la Tortuga, que ningú no sap on para.                                                                |     |                                                         |                        |
| 22 | 172 | No te'n vagis, Kimitaka!                                | 30 de juny de 2002     |
| Últimament, en Kimitaka està més irritable que de costum. Està enfadat perquè la seva família se n'ha d'anar a viure al nord del Japó. Sempre li ha agradat ficar-se amb la Popi, des que anaven a la guarderia, però ara, que potser no la veurà mai més, s'ha adonat que, en el fons, ho feia per amor...                       |     |                                                         |                        |
| 23 | 173 | Ja en tinc prou, de la festa de Tanabata!               | 7 de juliol de 2002    |
| Cada any, pel juliol, al Japó se celebra el Tanabata, la festa de les estrelles que commemora l'única trobada anual entre l'Orihime i en Hikoboshi. Aquesta vegada, però, la noia està molt desanimada i diu que no vol tornar a veure el seu nòvio. Com li poden fer recuperar la il·lusió?                                      |     |                                                         |                        |
| 24 | 174 | Amor i justícia! Som les bruixes rangers!               | 14 de juliol de 2002   |
| La Flor acaba de descobrir que els Battle Rangers són molt divertits i s'ha convertit en la Comandant Flor, encarregada d'impartir justícia i amor arreu del món. Però la Flor no és pas l'única. La febre dels Battle Rangers gairebé engegarà a rodar el rodatge de l'Onpu...                                                   |     |                                                         |                        |
| 25 | 175 | Somriu per mi! Les copes misterioses!                   | 21 de juliol de 2002   |
| La Do-Re-Mi acaba de rebre un paquet de part de la Majocloth: unes copes molt misterioses que va comprar en una subhasta i que havien sigut de l'antiga reina. Ara, l'únic que han de fer és reproduir el regal que li va fer l'Àngela a la seva àvia: un posavasos fet de tela.                                                  |     |                                                         |                        |
| 26 | 176 | Curri bullint i cors encesos!                           | 26 de juliol de 2002   |
| La classe de sisè se'n va de campaments i està tothom revolucionat! El millor de tot és que la senyoreta Nishizawa ha organitzat un joc de pistes que promet molt. Qui et sembla que guanyarà? Pensa que el primer de trobar l'estrella, es lliurarà de fer els deures...                                                         |     |                                                         |                        |
| 27 | 177 | Encantades de conèixe't, elefant blanc!                 | 4 d'agost de 2002      |
| Han arribat les vacances d'estiu i tothom se n'ha anat de vacances. Les bruixetes no es quedaran pas a casa. També aniran de viatge, ni més ni menys que al país de les bruixes. Allà, la Floreta coneixerà en Pao, un elefant blanc d'allò més peculiar...                                                                       |     |                                                         |                        |
| 28 | 178 | No podem seguir el ritme dels avis!                     | 11 d'agost de 2002     |
| La Hazuki ha decidit fer una bona obra i acompanyarà la Yuko, una companya de classe, a fer activitats amb els avis del poble. D'entrada, sembla que serà un dia reposat, però aviat s'adonen que tenen tanta energia, els avis, que gairebé no els poden seguir. A més, amb la gent gran s'aprenen moltes coses.                 |     |                                                         |                        |
| 29 | 179 | No em deixis anar la mà!                                | 18 d'agost de 2002     |
| Tantes ganes que tenia la Flor d'anar al festival, al final s'ha acabat perdent! Com s'ho farà, ara? La Do-Re-Mi, l'Aiko, la Hazuki i l'Onpu estan desesperades! No la troben enlloc! I el noi tan misteriós que ha conegut la Flor? Qui deu ser? I què ho fa que s'està tota l'estona amb ella?                                  |     |                                                         |                        |
| 30 | 180 | L'ombra misteriosa: enrenou al món de les bruixes!      | 25 d'agost de 2002     |
| És molt estrany. La Majoume, la bruixa granota més animada de totes, està deprimida, no té ganes de fer res. D'altra banda, en Pao, que és al palau i li encanta volar, cada vegada té més punts per ser l'elefant llegendari que diuen que portarà la felicitat al món de les bruixes.                                           |     |                                                         |                        |
| 31 | 181 | En Pao viurà a la casa Maho?                            | 1 de setembre de 2002  |
| En Pao es vol quedar a la Casa Maho amb la seva estimada Floreta, però el seu menjar és massa car. A més, ara la Majorica pateix la mateixa tristesa que la Majoume. Pot ser que sigui per culpa del roser que recobreix l'antiga reina? I les caques que fa en Pao, pot ser que tinguin algun valor?                             |     |                                                         |                        |
| 32 | 182 | No cal que siguis una nena exemplar!                    | 8 de setembre de 2002  |
| La Sachiko, una alumna de sisè, és filla de professors. Evidentment, tothom espera que sigui molt bona estudiant. Però què passa si decideix deixar de ser tan responsable i comença a comportar-se com si res no li importés? Les conseqüències poden ser més sorprenents del que es pensa...                                    |     |                                                         |                        |
| 33 | 183 | Els dubtes de l'Onpu!                                   | 15 de setembre de 2002 |
| L'Onpu s'ha presentat a un càsting d'una pel·lícula americana convençuda que serà l'escollida. De vegades, però, t'has de saber conformar. Potser si no la trien, s'adonarà que el que realment vol és poder estar amb les seves amigues i divertir-se, ara que és jove...                                                        |     |                                                         |                        |
| 34 | 184 | No em separaré mai de la Babà!                          | 22 de setembre de 2002 |
| Fins i tot les fades es posen malaltes! La Babà, però, ho té molt bé, perquè les nenes estan molt pendents d'ella. Per cuidar-la, la Flor farà un conjur petit, però espectacular! Això de cuidar malalts és esgotador. A canvi, la Babà els dirà el regal que va fer l'antiga reina a la Laura.                                  |     |                                                         |                        |
| 35 | 185 | La cursa de l'examen del quart nivell!                  | 29 de setembre de 2002 |
| Per passar l'examen del quart nivell, la Floreta haurà de fer la cursa contra la llebre i la tortuga, totes dues molt ràpides. Ella està molt concentrada i s'ha preparat a consciència, però l'ambient no l'acompanya gaire. Tothom està molt trist per culpa del núvol negre.                                                   |     |                                                         |                        |
| 36 | 186 | Fins on sigui, amb bicicleta!                           | 6 d'octubre de 2002    |
| Na Hiroko és una trapella que no hi ha res que l'espanti. Res, tret de les bicicletes, per culpa d'un accident que va tenir. Les nenes van de bòlit amb la botiga i en Dai serà l'encarregat de donar un cop de mà a na Hiroko. A més, la Flor també ho aprofitarà per aprendre a anar en bicicleta!                              |     |                                                         |                        |
| 37 | 187 | L'holocaust? El son dels bruixots!                      | 13 d'octubre de 2002   |
| L'Oyajide ha tornat de vacances al seu món natal i s'ha trobat que tots estan afectats pel núvol negre. La situació comença a ser greu i s'hi ha de fer alguna cosa. D'entrada, amb l'ajut de les bruixetes, intentaran apaivagar la tristesa que martiritza l'antiga reina.                                                      |     |                                                         |                        |
| 38 | 188 | Per fi es tornaran a casar? La decisió de l'Aiko!       | 20 d'octubre de 2002   |
| L'Aiko faria el que fos perquè els seus pares es tornessin a casar. D'entrada, sembla que la parella s'entén, però l'avi de l'Aiko està molt malalt i la mare s'ha de quedar a Osaka a cuidar-lo. Estaria bé que la nostra amiga fes servir la màgia per solucionar el problema? La Do-Re-Mi té clar que no.                      |     |                                                         |                        |
| 39 | 189 | Amb tot el cor! La Rosa Blanca de la Felicitat!         | 27 d'octubre de 2002   |
| No hi ha manera que la Babà recordi el regal que l'antiga reina va fer als seus altres nets i netes. La Majoroxanne els ajudarà a esbrinar que l'Ingrid, la més gran, va rebre un regal de casament que era un cobrellit amb roses blanques. Pot ser que fos un regal de l'antiga reina?                                          |     |                                                         |                        |
| 40 | 190 | La Do-re-mi i la bruixa que va deixar la màgia!         | 10 de novembre de 2002 |
| La Do-Re-Mi ha conegut una bruixa ben estrafolària. Ha voltat per tot el món i cada dos per tres canvia de lloc perquè diu que no vol agafar afecte a les persones. Fa temps també va decidir no fer servir la màgia mai més. La pròxima destinació és Venècia. S'hi apuntarà, la Do-Re-Mi?                                       |     |                                                         |                        |
| 41 | 191 | La Popi serà la primera en convertir-se en bruixa?      | 17 de novembre de 2002 |
| La Popi està a punt de fer l'examen de primer nivell. Si l'aprovés, seria la primera de la colla que es convertiria en bruixa. Però, en realitat, per què vol ser bruixa? Aviat s'adonarà que sempre ha fet les coses per seguir la Do-Re-Mi, no pas perquè les volgués fer. Per aprovar, haurà de fer una bona acció.            |     |                                                         |                        |
| 42 | 192 | La Hazuki vol escollir el seu camí!                     | 24 de novembre de 2002 |
| La senyora Fujiwara ha decidit que la Hazuki ha d'anar a l'institut femení Karen, una escola privada, a aprendre a tocar el violí. El problema és que no li ha consultat res i ara la Hazuki està molt enfadada. Ella, el que voldria, és poder prendre les seves pròpies decisions.                                              |     |                                                         |                        |
| 43 | 193 | L'examen de la Floreta i la depressió de la Tamaki!     | 1 de desembre de 2002  |
| L'única que falta per aprovar l'examen de primer nivell és la Flor. La Reika, evidentment, està molt trista perquè, a partir d'ara, deixarà de ser la presidenta del Consell d'Estudiants i passarà a ser una persona normal i corrent. La Flor, a més de fer una bona obra per aprovar l'examen, intentarà animar la seva amiga. |     |                                                         |                        |
| 44 | 194 | Ens hem d'afanyar! L'última pista!                      | 8 de desembre de 2002  |
| L'Onpu, tot mirant la tele, ha descobert en Roby Benex, descendent d'en Roy, fill de l'antiga reina. A través d'ell, és possible que puguin esbrinar quin va ser l'últim regal i, d'aquesta manera, eliminar l'última branca del roser de la tristesa que recobreix l'antiga reina de les bruixes.                                |     |                                                         |                        |
| 45 | 195 | Hem d'eliminar el Roser de la Tristesa!                 | 15 de desembre de 2002 |
| Les nostres amigues, si volen convèncer l'antiga reina que la vida no és tan trista com es pensa, l'hauran de despertar i ensenyar-li el tapís acabat. Després de saber la causa del seu dolor, hauran d'impedir que les roses escampin la tristesa i adormin tot el planeta.                                                     |     |                                                         |                        |
| 46 | 196 | Adéu al malefici de les bruixes granota!                | 22 de desembre de 2002 |
| Després de despertar l'antiga reina, les noies li han demanat que elimini d'una vegada la maledicció de les bruixes granota. Per fer que tornin a la seva forma original, hauran de fer un conjur totes juntes. Si els surt bé, podrien acabar totes convertides en autèntiques bruixes.                                          |     |                                                         |                        |
| 47 | 197 | Per lluny que sigui!                                    | 29 de desembre de 2002 |
| Avui és un dia trist. Les bruixetes han sabut que l'Onpu se n'anirà a estudiar en un altre institut per poder continuar la seva carrera professional. La Momoko se'n torna a Amèrica amb els pares, i la Hazuki no s'atreveix a dir-li a la Do-Re-Mi que se'n vol anar a estudiar a l'Institut Femení Karen.                      |     |                                                         |                        |
| 48 | 198 | El dia més feliç per l'Aiko!                            | 5 de gener de 2003     |
| Els caps de setmana, l'Aiko ajuda la mare a cuidar l'avi que, de fet, no vol saber res d'ella. Les amigues intentaran ajudar-la a expressar el que sent i el que realment desitja. En el fons, el que voldria l'Aiko és poder tornar a viure en família amb els pares, i amb l'avi...                                             |     |                                                         |                        |
| 49 | 199 | Amigues per sempre!                                     | 12 de gener de 2003    |
| La Hazuki li ha dit a la Do-Re-Mi que aniran juntes a la mateixa escola a Misora. En el fons, però, sap que si vol desenvolupar el seu talent com a violinista, haurà d'anar a estudiar a l'Institut Femení Karen. Com s'ho farà per dir-l'hi a la Do-Re-Mi sense que se'n ressenti la seva amistat?                              |     |                                                         |                        |
| 50 | 200 | Adéu, espantabruixes!                                   | 19 de gener de 2003    |
| Ha arribat un moment crucial. Per fi, les noies hauran de decidir si es volen convertir en bruixes de veritat. Segurament t'enduràs més d'una sorpresa. El més important, però, és que finalment sabran el que els ha estat amagant tot aquest temps l'antiga reina de les bruixes.                                               |     |                                                         |                        |
| 51 | 201 | Gràcies i a reveure!                                    | 26 de gener de 2003    |
| La Do-Re-Mi no té gens de ganes d'anar a la cerimònia de graduació. Sap que s'haurà d'acomiadar de les seves amigues i que potser passarà molt de temps abans no les pugui tornar a veure. Això ha fet reaccionar tots els alumnes de l'escola. La cerimònia de graduació sense la Do-Re-Mi?!                                     |     |                                                         |                        |

## OVA: Ojamajo Doremi Na-i-sho (Els secrets de la màgica Do-Re-Mi)
| |     | Títol en català                                                         | Data d'estrena al Japó | Data d'estrena a Catalunya |
| --- | --- | ----------------------------------------------------------------------- | ---------------------- | -------------------------- |
| 1 | 202 | Una excursió molt accidentada! El secret dels nens!                     | 26 de juny de 2004     | 24 de desembre de 2007     |
| La Do-Re-Mi ha sabut que en Tetsuya i els seus amics estan preparant una excursió en bicicleta a la muntanya més alta del Japó, el Mont Fuji. No els pot pas deixar marxar sols! Per això ha decidit que els seguirà amb l'Onpu i la Hazuki. Un seguit d'accidents faran que els nois deixin de confiar en en Tetsuya... que necessita urgentment un cop de mà de la Do-Re-Mi!                         |     |                                                                         |                        |                            |
| 2 | 203 | La botiga màgica de Nova York! El secret de la Momoko!                  | 10 de juliol de 2004   | 24 de desembre de 2007     |
| La Momoko i l'Onpu són a Nova York de vacances. L'Onpu hi ha anat a gravar un programa de televisió, la Momoko hi és amb els seus pares. Però, què ha passat amb la Botiga Màgica de Nova York? Està atrotinada i no hi ha ni una ànima! Què hi té a veure la Mary, la companya de classe de la Momoko? I la Majomonroe, hi pot fer alguna cosa?                                                       |     |                                                                         |                        |                            |
| 3 | 204 | Neda per guanyar! El secret de l'Aiko!                                  | 24 de juliol de 2004   | 25 de desembre de 2007     |
| D'aquí a una setmana se celebra una competició de natació molt important i l'Aiko participarà en la cursa de relleus. Però l'Aiko té un secret molt ben guardat: i és que no sap nedar! Com s'ho farà?! La Do-Re-Mi i la Hazuki l'hi poden ajudar, però no tenen gaire temps. Vols dir que no és més fàcil que reconegui el seu secret davant de tota la classe?!                                      |     |                                                                         |                        |                            |
| 4 | 205 | Diferent! El secret de l'Onpu!                                          | 7 d'agost de 2004      | 25 de desembre de 2007     |
| L'Onpu passa per un mal moment. No està contenta amb la seva manera d'actuar, de cantar, de posar davant de les fotos... En realitat, el que li passa és que està molt confosa. Un viatge al poble on va dir a la seva mare que es volia convertir en una estrella farà que s'adoni que les totes coses canvien, i que els canvis no han de ser necessàriament dolents.                                |     |                                                                         |                        |                            |
| 5 | 206 | Les expertes en llàgrimes! / El secret de la Popi i de la Flor!         | 21 d'agost de 2004     | 26 de desembre de 2007     |
| La Popi, que és molt madura, sempre s'ha fet càrrec de les seves amigues de l'escola, sobretot de la Flor, que no sap fer res tota sola... ni anar al lavabo! Després que la Popi confessi a la Flor que li agradaria que tothom la cuidés com a ella, la Flor fa servir la seva màgia per canviar-se els cossos. Quin desgavell! Però tranquils, que la Do-Re-Mi i la Momoko ja n'estan al corrent... |     |                                                                         |                        |                            |
| 6 | 207 | El record dels anissos! / El secret de la teta!                         | 4 de setembre de 2004  | 27 de desembre de 2007     |
| La Hazuki està molt amoïnada per la Teta, la seva institutriu. L'ha trobada plorant tota sola a la seva habitació i està decidida a esbrinar què és el que la posa tan trista. Amb les seves amigues entraran d'amagatotis a l'habitació de la Teta i hi descobriran un disc trencat del Trencanous. Potser amb una mica de màgia parlaria, el Trencanous!                                             |     |                                                                         |                        |                            |
| 7 | 208 | M'agraden els peixets de galeta! / El secret d'un pare i d'un fill      | 18 de setembre de 2004 | 28 de desembre de 2007     |
| En Kazuya Yoshida, company de classe de la Do-Re-Mi, s'ha presentat a la Botiga Màgica perquè les noies l'ajudin a fer un nou tipus de taiyaki, peixets de galeta. En realitat, vol venjar-se del seu pare, que s'ha burlat d'ell. Els nous taiyaki d'en Kazuya són tot un èxit, però segons el seu pare no tenen ànima. Què fa falta perquè pare i fill facin les paus?                               |     |                                                                         |                        |                            |
| 8 | 209 | L'incident de la flauta! / El secret del delegat de la classe!          | 2 d'octubre de 2004    | 31 de desembre de 2007     |
| En Sagawa, en Sota i l'Ota, el trio S.O.S., intenten convèncer en Miyamoto, el delegat de la classe, perquè faci un petó a la flauta de la Sachiko, la noia que li agrada. De sobte, entra l'Onpu i la flauta es trenca. L'endemà la que paga per tots és la pobra Onpu, però el pitjor és que en Miyamoto fa muts i a la gàbia. Què cal fer perquè surti la veritat?!                                 |     |                                                                         |                        |                            |
| 9 | 210 | L'increïble equip de beisbol! / El secret de les bruixes!               | 16 d'octubre de 2004   | 1 de gener de 2008         |
| L'única que sembla interessada a entrar a l'equip de beisbol que està muntant en Takagi és la Momoko. De fet, les altres gairebé no saben ni com s'hi juga! El que tampoc no saben és que la Dela farà d'entrenadora de l'equip d'una altra escola i les desafiarà a un partit que promet molt! Però els jugadors de la Dela són professionals! Com s'ho faran per plantar-los cara?!                  |     |                                                                         |                        |                            |
| 10 | 211 | La promesa! / El secret de l'amic d'infantesa!                          | 30 d'octubre de 2004   | 2 de gener de 2008         |
| L'Anrima, amic d'infantesa de l'Aiko, s'ha presentat a l'escola per recordar-li a la seva amiga la promesa que li havia fet quan eren petits. Ell assegura que s'havien promès que es casarien. Ella, en canvi, no recorda res de tot això. Amb una mica de màgia potser poden tornar al passat per saber la veritat. L'Anrima està molt decidit a casar-se i ningú no el farà enrere!                 |     |                                                                         |                        |                            |
| 11 | 212 | El dia de Sant Valentí! / El secret de la Hazuki!                       | 13 de novembre de 2004 | 3 de gener de 2008         |
| Avui és el dia de Sant Valentí, però també és l'aniversari de la Hazuki! A la botiga màgica totes les noies estan molt enfeinades fent xocolata. No sé si ho saps, però al Japó, per Sant Valentí hi ha el costum que les noies regalin xocolata als nois que els agraden. I saps qui és l'única que té clar a qui li vol regalar xocolata? La Hazuki, és clar! Qui deu ser l'afortunat?!              |     |                                                                         |                        |                            |
| 12 | 213 | La setena aprenenta de bruixa! / El secret de la Nozomi!                | 27 de novembre de 2004 | 4 de gener de 2008         |
| La Do-Re-Mi s'ha fet amiga de la Nozomi, una nena molt especial que pateix una greu malaltia. La Nozomi és una gran entesa en màgia i la seva il·lusió seria arribar a ser aprenenta de bruixa. La Majorica demanarà a la reina a veure si l'accepta, però un incident molt trist d'última hora farà que les noies hagin d'afrontar una situació nova per elles.                                       |     |                                                                         |                        |                            |
| 13 | 214 | Viatge en el temps per la festa de les nines! / El secret de la Doremi! | 11 de desembre de 2004 | 4 de gener de 2008         |
| La Fami és una nena d'un altre temps que vol saber si les històries que li explica la seva àvia de les bruixes i de la màgia són veritat. Per descobrir-ho farà un salt en el temps i seguirà la Do-Re-Mi a l'escola. Ben aviat es faran amigues i fins i tot prepararan juntes la festa de les nines. Però la Fami encara no té res clar... i haurà de seguir la Do-Re-Mi a la botiga màgica!         |     |                                                                         |                        |                            |